# Comtat de Down
El comtat de Down (gaèlic An Dúin) és un dels sis comtats d'Irlanda que formen part d'Irlanda del Nord. La capital del comtat és Downpatrick, encara que la ciutat més gran és Bangor. Pertany a la província tradicional de l'Ulster (Cúige Uladh en irlandès) i limita al nord amb el comtat d'Antrim, amb el Mar d'Irlanda a l'est i amb el comtat d'Armagh a l'oest.

## Geografia
Al comtat de Down es troben els muntanyes de Mourne, formades principalment per granit. El pic Slieve Donard, amb 848& metres és el més alt d'aquesta cadena de muntanyes (i d'Ulster). Un altre pic important és Slieve Croob (532 metres), on neix el riu Lagan. A més, el comtat conté dues penínsules: la Península d'Ards, ja esmentada, i la Península de Lecale.
Down compta amb una extensa línia de costes de Belfast al nord i a Calingford, al sud. Respecte al límit amb el comtat d'Antrim, el riu Lagan forma la major part d'aquesta frontera, constituint una frontera natural. El riu Bann també flueix per les àrees del sud-oest del comtat. Altres rius d'interès són el riu Clanrye i el riu Quoile.
Hi ha diverses illes an la costa: Mew, la Light House i l'Illa Copeland (juntes, les Illes Copeland), conjunt situat al nord de la Península d'Ards. L'illa Gun està en la costa de Lecale. A més hi ha un gran nombre de petites illes a Strangford Lough.

## Divisió administrativa
Els britànics l'han dividit en sis districtes:
- Districte de Castlereagh
- Districte de Lisburn
- Districte de Banbridge
- Districte d'Ards
- Districte de Down
- Districte de North Down

## Ciutats i viles
- Belfast (east)
- Newry (parcialment al Comtat d'Armagh)
- Bangor
- Dundonald
- Newtownards
- Banbridge
- Downpatrick
- Holywood
- Ballynahinch
- Carryduff
- Comber
- Donaghadee
- Dromore
- Kilkeel
- Newcastle
- Warrenpoint
- Ballygowan
- Castlewellan
- Hillsborough
- Killyleagh
- Moira
- Portaferry
- Rostrevor
- Saintfield
- Waringstown
- Annahilt
- Annalong
- Ardglass
- Ballywalter
- Crossgar
- Drumaness
- Drumbeg
- Dundrum
- Gilford
- Greyabbey
- Helen's Bay
- Kilcoo
- Kircubbin
- Magheralin
- Millisle
- Portavogie
- Rathfriland
- Atticall
- Annsborough
- Ballela
- Ballyhalbert
- Ballyhornan
- Ballykinler
- Ballymartin
- Bryansford
- Burren
- Cabra (Down)
- Carrowdore
- Clough
- Cloughey
- Crawfordsburn
- Donaghcloney
- Dromara
- Gilnahirk
- Groomsport
- Hilltown
- Killinchy
- Killough
- Lawrencetown
- Leitrim
- Listooder
- Longstone
- Loughbrickland
- Loughinisland
- Mayobridge
- Saul
- Scarva
- Seaforde
- Sheeptown
- Strangford

## Llocs d'interès
- Un lloc d'interès del Comtat de Down és "la ciutat de Brontë", anomenada així pel naixement en aquest mateix lloc de Patrick Brontë, pare d'Anne, Charlotte i Emily Brontë. El lloc es deia, originalment, Prunty.
- Down és, també, llar d'Exploris, l'aquari d'Irlanda del Nord, localitzat en Portaferry, a la vora de Llac Strangford, en la Península d'Ards.
- "La posada vella", a Crawfordsburn és una de les posades més antigues d'Irlanda, amb registres que daten de 1614; molts famosos han estat allí, entre ells Jonathan Swift, Dick Turpin, Pere I de Rússia, Lord Tennyson, Charles Dickens, Anthony Trollope o C.S. Lewis, i presidents dels Estats Units d'Amèrica, com George Bush.[1]
- Mount Stewart és una gran casa del segle xviii construïda pel marquès de Londonderry i que és propietat de la National Trust for Places of Historic Interest or Natural Beauty (en català: «Fundació nacional per llocs d'interès històric o bellesa natural»).
- Castell Quintin.